# The Riddle: Woman
The Riddle: Woman er en amerikansk stumfilm fra 1920 af Edward José.

## Medvirkende
- Geraldine Farrar som Lilla Gravert
- Montagu Love som Larz Olrik
- Adele Blood som Kristine
- William P. Carleton som Eric Helsingor
- Frank Losee som Sigurd Gravert
- Madge Bellamy som Marie Meyer
- Louis Stern som Isaac Meyer
- Philippe De Lacy